# Tetracis allediusaria
Tetracis allediusaria là một loài bướm đêm trong họ Geometridae.